# Lorenz SZ 40/42

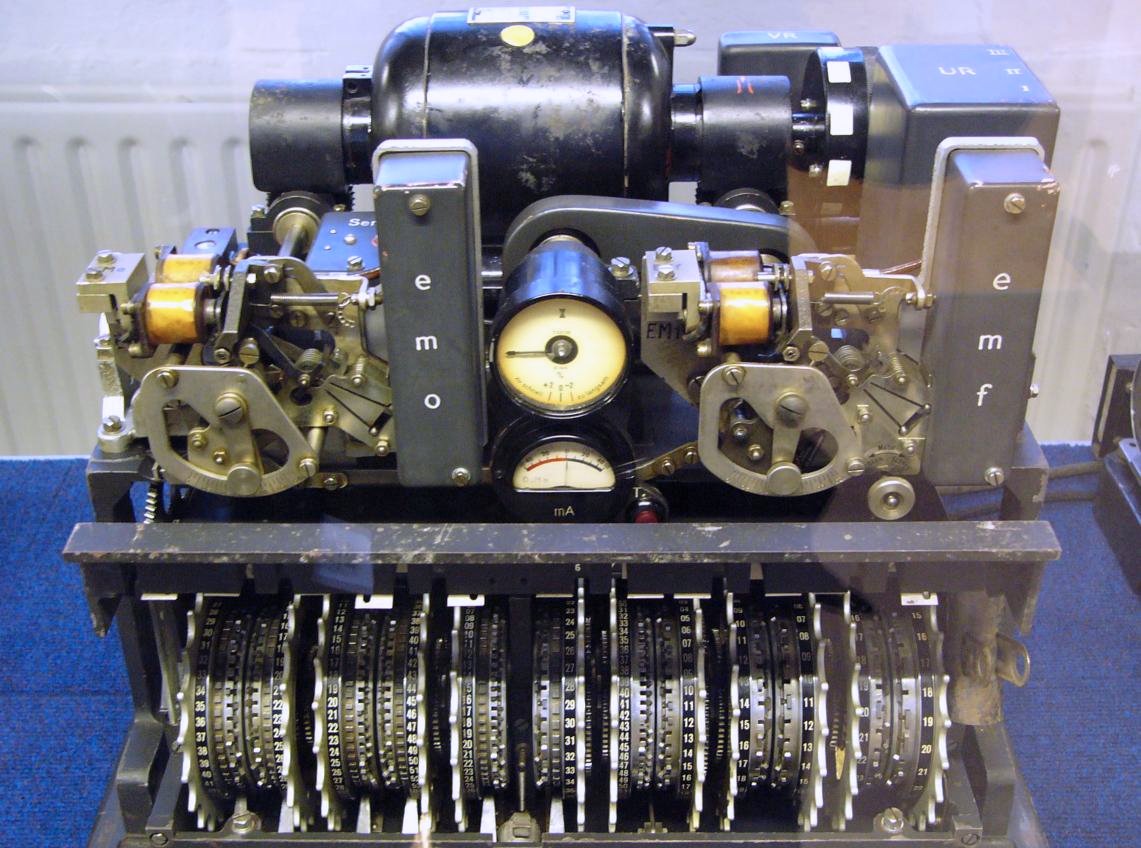
Lorenz SZ42 em Bletchley Park.

A Lorenz SZ 40/42 foi uma máquina criptográfica usada pela Alemanha Nazista na Segunda Guerra Mundial. Sua decodificação pelos Aliados foi efetuada pelo computador britânico Colossus.
A principal diferença entre esta máquina e a Enigma, de menor tamanho e criptografia rotativa, está em que a Lorenz operava num circuito de teletipo e foi utilizada para transmitir mensagens de alto nível entre Adolf Hitler e os seus generais.
Através desta máquina telegráfica introduziam-se mensagens em alemão que se encriptavam através de um aparelho de criptografia adjunto e eram recebidas pelo destinatário através de outra máquina de teletipo.
Pela sua complexidade e maior tamanho, os alemães guardavam as máquinas Lorenz em lugares seguros, ao ponto de os criptógrafos britânicos terem conseguido quebrar o código em 1942, sem nunca terem visto nenhuma destas máquinas.